# Johann Philipp Wagner (Erfinder)

Johann Philipp Wagner

Johann Philipp Wagner (*  24. Januar 1799 in Fischbach, Herzogtum Nassau; † 8. Januar 1879 in Frankfurt am Main) war ein deutscher Kaufmann, Erfinder und später Beamter.

## Leben
Er begann 1815 seine Buchhalterlehre im Eisengeschäft der Gebrüder Bass(-er, Bastert) in der Fahrgasse, wo er bis 1840 als Buchhalter arbeitete. Die 1823 mit der Witwe Winter, geb. L’Allemand, begründete Ehe blieb kinderlos. 1852 heiratete er in zweiter Ehe Rosa Trost. Ihre gemeinsame Tochter verstarb früh.
Er war Mitglied des Physikalischen Vereins und gehörte von 1833 bis 1834, von 1835 bis 1838, von 1839 bis 1842, von 1844 bis 1847 und von 1849 bis 1852 zu dessen Vorstandsmitgliedern. Er hatte die Befürchtung, dass die Kleinindustrie verschwinden würde, wenn es nicht gelänge, dafür einen passenden Motor zu konstruieren. Die Dampfmaschine kam dafür nicht in Betracht, da sie sich nicht beliebig verkleinern ließ.
Mit Unterstützung des Mechanikus Fritz Albert (Sohn von Johann Valentin Albert) machte er physikalische Experimente. Seine elektromagnetische Kraftmaschine (Rotationsapparat) stellte Christian Ernst Neeff am 1. Mai 1836 auf der Jahresfeier der Senckenbergischen Gesellschaft der Öffentlichkeit vor.
Am 25. Februar 1837 stellte er im Physikalischen Verein seinen elektromagnetischen Hammer zum automatischen Öffnen und Schließen einer Volta'schen Kette, den Wagnerscher Hammer vor. Davon unabhängig hatte auch Auguste Arthur de la Rive einen solchen erfunden. Neeff berichtete darüber 1836 in Poggendorffs Annalen, 1838 auf der Naturforscher-Versammlung zu Freiburg und 1840 auf der Naturforscher-Versammlung zu Erlangen. Dieser wurde 1860 von Hermann von Helmholtz vom Selbstunterbrecher zum Stimmgabelunterbrecher weiterentwickelt.
1840 übernahm er den Posten des Inspektors für Dampfmaschinen sowie die Leitung der Gewerbehalle und führte seine physikalischen Studien eifrig fort.
Nach vierjähriger Forschung glaubte Wagner, einen Stand erreicht zu haben, „daß nunmehr für die Industrie eine neue Triebkraft gewonnen ist“, und berichtete darüber im Frankfurter Gewerbefreund (3. Jahrgang, S. 353.) im Artikel Ueber Elektromagnetismus als Triebkraft über einen elektromotorischen Antrieb einer Drehbank.  Durch eine Schrittmechanik wurde die Kraft des magnetelektrischen Unterbrechers auf ein Zahnrad übertragen.
Er hatte 1838 ein kleines Elektroauto unter Verwendung der 1836 entdeckten Daniell-Elemente gebaut. Die Probleme, den Elektromagnetismus zum Antrieb zu verwenden (der Funke am Kommutator wirkte zerstörerisch und der Elektromagnet verlor rasch an Wirkung), hatten Moritz Hermann von Jacobi trotz Unterstützung aus Russland, der italienische Physiker Salvatore Dal Negro (1768–1839), James William McGauley, Wheatstone, Søren Hjorth und Hunt noch nicht gelöst. (Akku und Dynamo wurden erst 30 Jahre später erfunden. 1839 wurde das regenerationsfähige Groovesche Element erfunden.)
1840 ließ Wagner in seiner Werkstatt seine erste „elektrische Eisenbahn“ laufen, einen elektrischen Wagen, der bei 40 Pfund Eigengewicht einen mit 60 Pfund belasteten anderen Wagen mehrere Stunden mit beachtlicher Schnelligkeit ziehen konnte.
Überregionale Bekanntheit erlangte Wagner durch den Vortrag des späteren Statistikers Friedrich Wilhelm von Reden auf der Versammlung deutscher Naturforscher 1840 in Erlangen unter dem Titel Der Elektromagnetismus als bewegende Kraft, worin er über das Elektroauto berichtete. Er legte die Vorzüge des Elektromagnetismus gegenüber der Dampfmaschine dar, und behauptete, dass „allenthalben, wo geringere Bewegungskräfte genügen, der Elektromagtismus den Wasserdampf verdrängen werde“. Der ökonomische Vorteil wurde von mehreren Mitgliedern in Zweifel gezogen. Georg Simon Ohm aus Berlin, der Jacobis Apparat besichtigt hatte, bemerkte, „dass die Hoffnungen, welche man von demselben für die Anwendung des Elektromagnetismus als bewegende Kraft gehegt hätte, nicht in Erfüllung gegangen seien“.
Auf derselben Tagung berichtete Rudolf Christian Böttger über eine andere Arbeit Wagners, betitelt Erzeugung von Tönen auch in nicht magnetischen Metallen durch unterbrochene galvanische Ströme.
Am 10. November 1840 erhielt er für 15 Jahre das Privileg (Patent) zum Bau seines elektromagnetischen Rotationsapparates.
Am 15. Januar 1841 stellte er auf der Versammlung der Gewerbetreibenden zwei elektromagnetische Rotationsapparate und einen Rotations-Magnetelektromotor mit Zählapparat für ärztlichen Gebrauch vor. Da sein Privileg nur für die Stadt Frankfurt Gültigkeit hatte, wurde auf Antrag der Physikalischen Gesellschaft von der Stadt Frankfurt an die Bundesversammlung das Gesuch eingereicht, die Länder möchten Wagner auch für ihre Gebiete ein Patent erteilen. Wagner schilderte in seinem Bericht vom  25. Februar 1841 an die Bundesversammlung die Nachteile des Dampfbetriebes (Rauch und Dampf), gegenüber der sauberen Elektrizität. Er wurde daraufhin mit Beschluss vom 22. April 1841 aufgefordert, nachzuweisen, dass sich sein elektrischer Antriebsmechanismus für Lokomotiven eigne, und eine Vergütung von 100.000 Gulden in Aussicht gestellt. Mit Schreiben vom 17. Mai 1841 bat er Fürst Karl Egon III. zu Fürstenberg um finanzielle Unterstützung und bekam zwei Wochen darauf bis zu 7.000 Gulden bewilligt. Mehrere Monate arbeitete er zusammen mit dem Bergrat und Oberhüttenverwalter Ferdinand Steinbeis in den fürstlichen Werkstätten in Riesdorf bei Stockach, aber ihre Hoffnungen sollten nicht in Erfüllung gehen. Am 13. Juni 1844 beschloss die Bundesversammlung, dass die Bedingungen nicht erfüllt seien. Die eingesetzte Kommission kam zu dem Schluss, dass der Betrieb des Wagner'schen Motors wegen der teuren Elemente 12-mal teurer sei als der Dampfbetrieb. Die zugesagte Entschädigung von 6.000 Gulden unterblieb wegen Uneinigkeit der Länder. Trotzdem setzte Wagner seine Versuche bis 1866 fort.
Nachdem am 20. Juni 1846 der Blitz in die Taubstummen-Anstalt eingeschlagen war, beschäftigte er sich mit der Lösung des Problems, dass unvollkommen funktionierende Blitzableiter nicht mehr schaden als nützen. Er beschäftigte sich auch mit Heizungsvorrichtungen und versah ab 1857 die Weißfrauen-, Nikolai- und Peterskirche, die Naumann’sche und die Dondorf’sche Druckerei in Frankfurt und mehrere Leipziger Établissements mit zweckmäßigen Heizungsvorrichtungen.

## Veröffentlichungen
- Ueber Merinos-Schafszucht in Bezug auf die Erfordernisse der Wolle für ihre Anwendung. Ein Versuch, als Leitfaden beim Unterricht und zur Selbstbelehrung für Landwirthe. Mit Berücksichtigung nördlicher Gegenden. Gebrüder Bornträger, Königsberg 1829.
- Ueber die Zustände der Schafzucht und des Wollhandels in den Jahren 1840 und 1841, nebst verschiedenen Abhandlungen; Verlag Theodor Theile, 1842.
- Mit Wilhelm Stricker: Ueber Anwendung des Galvanismus zur Prüfung der Blitzableiter; In: Frankfurter gemeinnützige Chronik, 1846, Nr. 18.